# Catherine Oxenberg
Catherine Oxenberg, född 22 september 1961 i New York, är en amerikansk skådespelare som framförallt är känd för sin roll som Amanda Carrington i TV-serien Dynastin från 1980-talet.

## Biografi
Oxenberg är dotter till Howard Oxenberg och prinsessan Elizabeth av Jugoslavien (också känd som Jelisaveta Karađorđević) (född 1936). Paul av Jugoslavien är hennes morfar. Pauls morfarsmor var den finländska mecenaten Aurora Karamzin. Catherine Oxenberg innehar en plats långt ner i den brittiska tronföljden (plats 3936 1 januari 2011).
Oxenberg var gift med filmproducenten Robert Evans i tio dagar 1998. Åren 1999–2015 var hon gift med Casper Van Dien och har medverkat i flera filmer tillsammans med honom, bland annat The Omega Code. Under 2005 medverkade de och deras barn i reality-TV-serien I Married a Princess. Hon har två döttrar tillsammans med Van Dien: Maya (2001), Celeste (2003) samt en äldre dotter, India (född 1991).
Oxenberg har även varit med i Saturday Night Live, Baywatch, Prinsessa på vift och Kärlek ombord.
Sedan 2007 har Oxenberg dubbelt medborgarskap, amerikanskt och serbiskt.